# Sanitární kordón
Sanitární kordón (francouzsky cordon sanitaire) je politický termín, který je používaný od dob Pařížské mírové konference po první světové válce. Tento termín je přenesený z epidemiologie, kde označoval jedno z opatření proti šíření infekčních chorob. Na Pařížské konferenci byla poptávka po opatření proti šíření komunismu.

## Situace

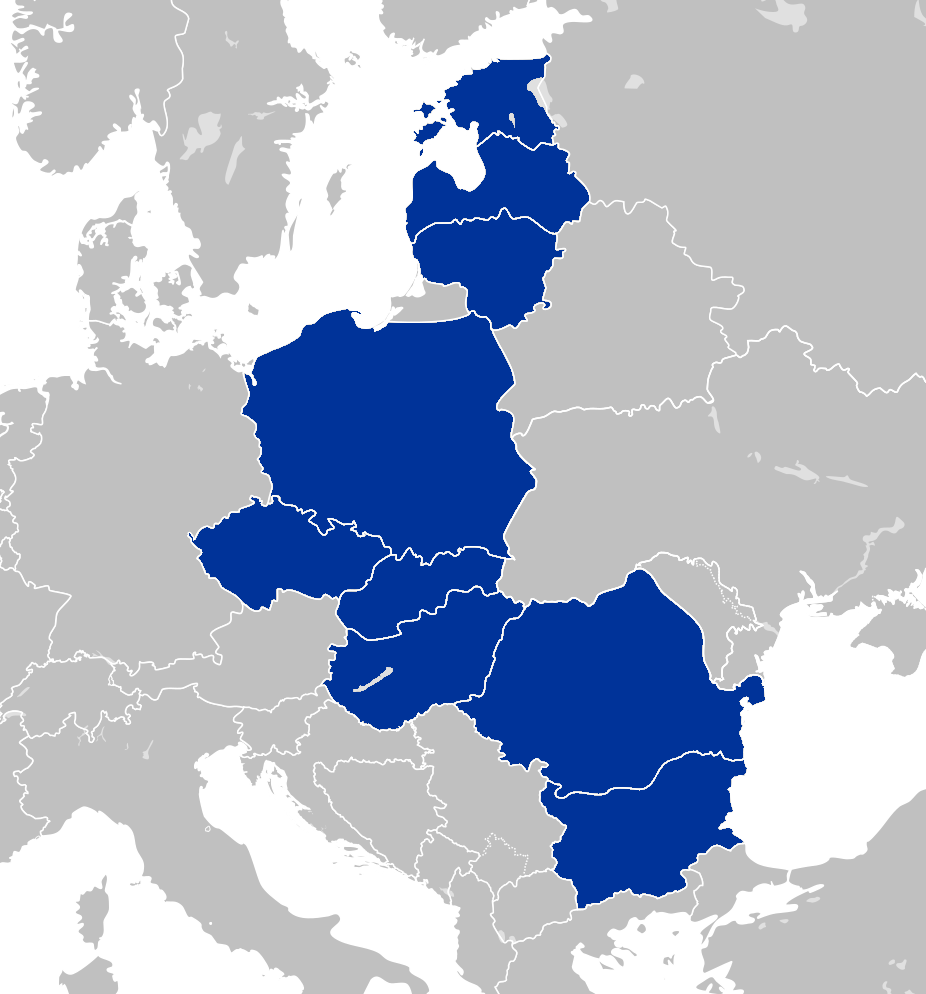
Bukurešťská devítka

Hlavními stranami konfliktu první světové války byly Ústřední mocnosti ( Německo a Rakousko-Uhersko) na straně jedné a Dohoda (Francie, Rusko, Velká Británie) na straně druhé. V říjnu (juliánský kalendář) roku 1917 vypukla v Rusku Říjnová revoluce a bolševici násilím převzali vládu. Ruská armáda i ekonomika byla v rozvratu. Bolševici uzavřeli s Německem Brestlitevský mír a Němci tak mohli svou armádu přesunout na západní frontu. Francie byla zemí, kterou vystoupení Ruska z Dohody poškodilo nejvíc. Válka skončila 11. listopadu 1918 porážkou Ústředních mocností.
V lednu 1919 byla svolána Pařížská mírová konference, na které měly rozhodující vliv vítězné státy: Velká Británie, Francie, Itálie, USA. I když měl každý stát jiné zájmy, v obavě ze šíření komunismu se shodly. Francie měla navíc obavy z německo-ruského spojenectví.

## Koncepce sanitárního kordónu
I když je autorství termínu nejasné, je zřejmé, že tuto koncepci prosazoval jak ministr zahraničních věcí Francie Stephan Pichon, tak Georges Clemenceau, ministerský předseda Francie. Kordón měl být vytvořen souvislým pásem nově vzniklých států rozkládající se od Baltského k Jaderskému a Černému moři. Cílem bylo uzavření mezistátních smluv mezi samotnými státy, tak i s mocnostmi (Francie, Velká Británie), které by zaručovaly jejich bezpečnost. Mezi těmito státy však bylo i poražené Maďarsko, které se poválečnými dohodami cítilo poškozené. Spolu s Bulharskem neměly na budování koncepce zájem.

## Neúspěšnost koncepce
Tato koncepce byla rozbita podepsáním paktu Molotov-Ribbentrop v srpnu 1939.
Na velmi podobném geografickém půdorysu byla, rok po napadení Krymu Ruskou federací, založena Bukurešťská devítka. Zúčastněné státy jsou a již v roce 2015 byly členy NATO, a to je jiná situace než v roce 1919. Státy Bukurešťské devítky nejsou nárazníkové země, ale státy s garancí obrany svého území všemi členy NATO. Bukurešťská devítka je iniciativa, která v rámci NATO upozornila na ruské nebezpečí, podceňované dalšími členy.

## Užívání termínu
V mezinárodní politice byl termín užíván jako odpověď na apartheid v Jihoafrické republice nebo nověji s potřebou řešit uprchlickou krizi (2015) už na území Turecka. Častěji je užíván pojem nárazníkové pásmo, příp. nárazníkový stát, případně blokáda.
Pojem sanitárního kordonu se začal prosazovat v souvislosti s izolací některých stran v politice vnitrostátní.